# Würzburger FV
Würzburger FV is een Duitse voetbalvereniging uit Würzburg, deelstaat Beieren. 

## Geschiedenis
De club werd in 1981 opgericht als opvolger van 1. Würzburger FV 04. Deze club had van 1976 tot 1980 nog in de 2. Bundesliga gespeeld, maar kwam in financiële problemen en ging failliet in 1981. De club werd van de Oberliga Bayern naar de toenmalige C-Klasse werd teruggezet. Bovendien moest men korte tijd later het Stadion an der Frankfurter Straße verlaten, dat voortaan de nieuwe thuishaven van DJK Würzburg werd. In het seizoen 2009/2010 is de club weer gepromoveerd naar de Bayernliga.

## Stadion
- Stadion an der Frankfurter Straße (als FV 04 Würzburg e. V. 1904)
- Sepp Endres Sportanlage (als Würzburger Fußballverein)

## Successen
Gauliga Bayern (toenmalige hoogste klasse):
- 1933 - 1934

2. Bundesliga:
- 1976 - 1980

## Divisie
- 1981 tot 1983 C-Klasse Würzburg
- 1983/1984 B-Klasse Würzburg
- 1984/1985 B-Klasse Würzburg
- 1985/1986 A-Klasse Würzburg
- 1986/1987 en 1987/1988 Bezirksliga
- 1988 tot 1991 Bezirksoberliga Unterfranken
- 1991 tot 1999 Landesliga Nord
- 1999/2000 Bayernliga
- 2000/2001 Bayernliga
- 2001/2002 Bayernliga
- 2002/2003 Landesliga Nord
- 2003/2004 Bayernliga
- 2004/2005 Landesliga Nord
- 2005/2006 Bayernliga
- 2006/2007 Bayernliga
- 2007/2008 Bayernliga
- 2008/2009 Bayernliga
- 2009/2010 Landesliga Nord
- 2010/2011 Bayernliga

Nord:
TSV Abtswind · 
DJK Ammerthal · 
ASV Cham · 
VfB Eichstätt ·
SC Eltersdorf ·
ATSV Erlangen · 
DJK Gebenbach · 
SpVgg Bayern Hof · 
FC Ingolstadt 04 II ·
TSV Karlburg · 
TSV Kornburg ·
FC Eintracht Münchberg ·
TSV Neudrossenfeld ·
ASV Neumarkt · 
SV Fortuna Regensburg ·
Jahn Regensburg II · 
SpVgg Weiden 2010 ·
Würzburger FV

Süd:
Türkspor Augsburg · 
TSV Dachau · 
FC Deisenhofen · 
SV Erlbach ·
TSV Grünwald ·
SV Heimstetten ·
FC Ismaning · 
SV Kirchanschöring · 
TSV Kottern · 
TSV 1882 Landsberg · 
FC Memmingen ·
TSV 1860 München II · 
TSV 1861 Nördlingen ·
FC Pipinsried ·
TSV 1896 Rain ·
SV Schalding-Heining ·
1. FC Sonthofen ·
SpVgg Unterhaching II